# 波照間郵便局

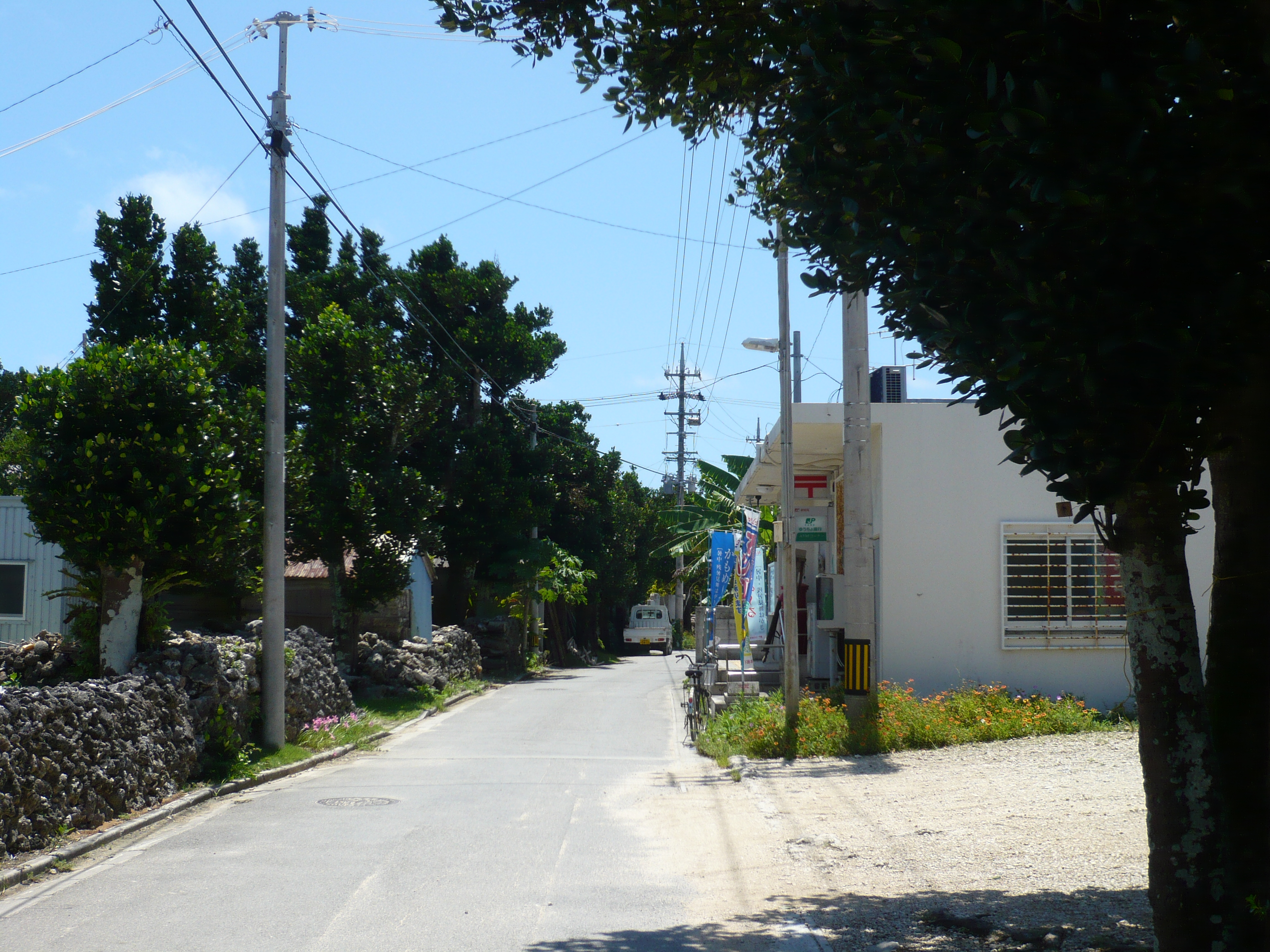
2023年移転前の波照間郵便局前

波照間郵便局（はてるまゆうびんきょく）は、沖縄県八重山郡竹富町にある郵便局。波照間島に存在する、日本で最も南にある郵便局である。民営化前の分類では無集配特定郵便局であった。

## 所在地
- 〒907-1751 沖縄県八重山郡竹富町字波照間84-1[2]
- 交通アクセス：波照間港より徒歩20分。車6分。

## 沿革
- 2007年（平成19年）
  - 3月5日 - 八重山郵便局に集配業務を移管。
  - 10月1日 - 民営化。
- 2012年（平成24年）10月1日 - 日本郵便株式会社発足。
- 2023年（令和5年）7月24日 - 字波照間106-2 から現在地に新築移転。[3][4]

## 取扱内容
- 郵便、印紙、ゆうパック[2]
- 貯金、為替、振替、振込、国債[2]
- 生命保険、バイク自賠責保険[2]
- ゆうちょ銀行ATM[2]

## 風景印
図柄は日本最南端の石碑と町花・月桃。局名表記は「沖縄 波照間」。使用開始日は1982年6月1日。